# Agence nationale d'aménagement du territoire (Bénin)
L'Agence nationale d'aménagement du territoire, en abrégé ANAT, est un établissement public à caractère social et scientifique doté de la personnalité morale et de l’autonomie financière, créée par décret n°2018-490 du 17 octobre 2018, conformément à l’article 30 de la loi-cadre sur l’aménagement du territoire,.

## Description
Placée sous la tutelle du Ministère du Cadre de vie et du Développement durable, l’ANAT à pour responsabilité de concevoir et de synchroniser l'exécution des politiques et des orientations nationales en matière d'organisation spatiale. Son travail vise à renforcer l'intégrité nationale, la cohésion sociale et le développement soutenable de l'ensemble du territoire national,,.

## Objectifs spécifiques
Sur le plan stratégique, la mission de l'ANAT consiste à formuler et à coordonner la réalisation de la politique nationale en matière d'organisation spatiale:
- Elle assure l'alignement de la politique nationale d'aménagement du territoire avec les politiques régionales, communautaires et internationales relatives à l'organisation spatiale ;
- Elle veille à l'intégration de la politique nationale d'aménagement du territoire dans les politiques et stratégies sectorielles ;
- Elle élabore les outils nécessaires à la mise en œuvre et à l'évaluation de l'aménagement du territoire ;
- Elle impulse les différentes échelles responsables de l'aménagement du territoire, tant au niveau national (secteurs) qu'au niveau local (départements et communes) ;
- Elle assure la cohérence et l'articulation entre les instruments d'aménagement du territoire aux échelles nationales et infranationales ;
- Elle veille à ce que la dimension spatiale soit prise en compte dans les actions publiques.

Sur le plan opérationnel :
- Garantir la réalisation d'études de cohérence spatiale, y compris des audits, dans les secteurs et les territoires, ainsi que la délivrance des Certificats de Cohérence Spatiale (CCS) avant toute implantation de projet d'envergure nationale, régionale ou locale ;
- Stimuler l'identification et la mise en œuvre de projets locaux ou régionaux visant à construire les pôles régionaux de développement prévus par l'agenda spatial ;
- Observer les territoires afin d'analyser les dynamiques et les disparités spatiales ;
- Renforcer l'expertise territoriale des acteurs impliqués dans l'aménagement du territoire à différents niveaux et échelles, afin de les rendre aptes à accompagner les mutations territoriales induites par les opérations d'aménagement du territoire ;
- Fournir, en collaboration avec les structures déconcentrées du ministère responsable de l'Aménagement du territoire, des services techniques aux collectivités territoriales pour la mise en œuvre des instruments d'aménagement du territoire au niveau local et pour l'élaboration et la mise en œuvre des instruments locaux de planification spatiale ;
- Coordonner les réalisations de grande ampleur sur le plan spatial afin de favoriser le développement économique des territoires ;
- Contribuer à la recherche et à la formalisation de l'intercommunalité entre les collectivités territoriales pour l'établissement et la mise en œuvre des programmes d'aménagement du territoire dans le cadre des territoires spécifiques ;
- Soutenir la formation des compétences requises dans le domaine de l'aménagement du territoire au sein des structures d'enseignement et de recherche ;
- Contribuer à la conception des plans d'aménagement et de développement des sites, qui sont les assises des projets d'aménagement, d'urbanisme et d'environnement.

## Organisations
L’ANAT est dirigé par Edmond Odidi, responsable de l'exécution, de la coordination et de la gestion des activités dans le respect des orientations fixées par le Conseil National d’Aménagement du Territoire, sous sa responsabilité se trouve également des organes d’orientation, d’administration et de gestion de l’aménagement du territoire au niveau national. Il s'agit du Conseil Supérieur d’Aménagement du Territoire (CSAT) qui est l’organe national d’orientation de l’aménagement du territoire et du Conseil National d’Aménagement du Territoire (CNAT) qui est l'organe délibérant de l’Agence et tient lieu de Conseil d’administration,,.

## Siège
La direction générale de l’ANAT est à Cotonou, Avenue du Canada - Vodjè, Rue du Pavillon Bleu.